# Ryōta Murata
Ryōta Murata, född 12 januari 1986 i Nara, Japan, är en japansk boxare som tog OS-guld i mellanviktsboxning 2012 i London.